# Bob Veith
Bob Veith (1 de novembro de 1926 – 29 de março de 2006) foi um automobilista de corridas norte-americano que esteve em quinze (onze) 500 Milhas de Indianápolis, (cinco quando a prova fazia parte do calendário da Fórmula 1 de 1950 até 1960): 1956, 1957, 1958, 1959, 1960, 1961 (não se qualificou), 1962, 1963, 1964, 1965, 1966 (não se qualificou), 1967, 1968, 1969 (não se qualificou) e 1970 (não se qualificou). Seu melhor resultado em 500 Milhas de Indianápolis foi o 7º lugar em 1956.
Veith dirigiu na AAA e USAC Championship Car, disputando na F-1 entre os anos de 1955 a 1968. Ele terminou entre os dez primeiros 37 vezes, ambas em 1958.
Veith classificou-se para sua primeira 500 milhas de indianápolis em 1956, terminando em sétimo e ganhando o prêmio revelação do ano. Depois de terminar em outro top 10 no ano seguinte, ele se classificou em 4º em 1958, mas foi eliminado da corrida na primeira volta em um acidente que matou Pat O'Connor. Ele competiu nas 500 milhas mais oito vezes com seu ultimo ano sendo 1968.
As 500 milhas de Indianápolis fizeram parte do campeonato da fórmula 1 entre 1950 a 1960. Bob Veith participou de 5 corridas entre este período, mas não marcou pontos em nenhuma delas. Bob Veith faleceu em 29 de março de 2006, aos 81 anos, no Hospital de Santa Rosa, Califórnia, anunciaram os oficiais do Indianapolis Motor Speedway.